# Квинт Марций Филипп (консул 186 года до н. э.)
Квинт Марций Филипп (лат. Quintus Marcius Phylippus; около 229 — после 164 гг. до н. э.) — древнеримский политический деятель и военачальник из плебейского рода Марциев, консул 186 и 169 годов до н. э. В 188 году был претором и управлял провинцией Сицилия. Во время первого консульства вёл расследование дела о вакханалиях, а потом воевал в Лигурии, где потерпел поражение от племени апуанов. В 183 году до н. э. Филипп был послом в Македонии и Греции, в 180 году стал децемвиром священнодействий. В начале Третьей Македонской войны он снова был послан на Балканы, чтобы отсрочить начало военных действий, и успешно справился с этой миссией.
В 171 году до н. э. Квинт Марций участвовал в македонской войне во главе эскадры. Он был во второй раз избран консулом на 169 год, получил командование на Балканах и осуществил трудный переход через горы в собственно Македонию, но после этого заметных успехов не достиг. Войну завершил его преемник — Луций Эмилий Павел. Вершиной карьеры Квинта Марция стала цензура 164 года до н. э.

## Биография

### Происхождение
Квинт Марций принадлежал к знатному плебейскому роду Марциев, представители которого начали занимать высшие должности сразу после допуска плебеев к консулату. В поздних генеалогиях, возникших не позже начала I века до н. э., к этому роду причисляют легендарного патриция Гнея Марция Кориолана. Согласно таким родословным, предками Марциев был один из римских царей Анк Марций, который, в свою очередь, по матери был внуком Нумы Помпилия. Некоторые античные генеалоги пытались вести происхождение этого семейства от одного из сыновей Нумы и настаивали на его связи с богом войны Марсом.
Марции первыми из плебеев получили высокие должности диктатора и цензора, первыми вошли в состав коллегий авгуров и понтификов; некоторые ранние представители этого рода снискали беспрецедентные почести. В связи с этим немецкий антиковед Ф. Мюнцер предположил, что в действительности Марции имели патрицианское происхождение.
Первым носителем когномена Филипп стал Квинт Марций, консул 281 года до н. э. Источники связывают происхождение этого когномена с именем царя Македонии (видимо, ошибочно). В историографии когномен ставят в один смысловой ряд с родовым прозвищем Филон (у Публилиев и Ветуриев). Капитолийские фасты называют преномены отца и деда Квинта-младшего — Луций и Квинт соответственно. О Луции ничего не известно; Квинт-старший — это предположительно консул 281 года до н. э.

### Начало карьеры
Рождение Квинта Марция датируют предположительно 229 годом до н. э. на основании сообщения Тита Ливия, относящегося к 169 году до н. э.: «было ему более шестидесяти». Таким образом, Филипп должен был проходить военную службу на заключительном этапе Второй Пунической войны. Ф. Мюнцер предполагает, что уже тогда Филипп заложил основу для своей блестящей карьеры. Первое упоминание о нём в источниках относится к 188 году до н. э., когда Квинт Марций стал претором и получил в управление Сицилию. Уже на следующий год после претуры он выдвинул свою кандидатуру в консулы и победил (это стал предпоследний случай такого рода). Его коллегой стал патриций Спурий Постумий Альбин.
В начале консульского года Квинту Марцию пришлось заниматься расследованием дела о вакханалиях. В Риме и других городах Италии было раскрыто целое тайное общество, участники которого занимались во время мистерий «растлением женщин и благородных юношей; из той же мастерской порока стали распространяться лжесвидетельства, поддельные печати и завещания, клеветнические доносы, отравления и убийства родных». Сенат, восприняв это как серьёзную угрозу, поручил расследование обоим консулам, отсрочив исполнение ими обычных обязанностей. Филипп и Альбин учинили расправу: тех вакхантов, кто был причастен к каким-либо преступлениям, они казнили, а тех, кто только успел вступить в общество, заключили под стражу. Ливий сообщает, что «тех и других оказалось великое множество». Всего же в тайном обществе состояли более 7 тысяч человек.
Провинцией для обоих консулов стала Лигурия. Квинт Марций отправился туда первым. Он напал на племя апуанов, но в одном из горных ущелий его армия подверглась внезапной атаке и была разбита. Погибли 4 тысячи воинов. Консул пытался скрыть своё поражение, но в Риме об этом всё же узнали; поле битвы с тех пор называли Марциевым. Филипп до конца года не возвращался в Рим.
Следующее упоминание Квинта Марция в источниках относится к 183 году до н. э. Сенат направил его послом в Македонию, чтобы выяснить, соблюдает ли Филипп V условия мира, заключённого после Второй Македонской войны. Квинт Марций заставил царя вывести войска из греческих городов на побережье Фракии и побывал в Пелопоннесе, где в это время происходили распри между Мессеной и Ахейским союзом. Вернувшись в Рим он доложил сенату, что царь «при удобном случае ни перед чем не остановится во вражде к римлянам» и что ахейцы «преисполнены высокомерия и все дела хотят решать сами».
В 180 году до н. э. Квинт Марций стал децемвиром священнодействий, заняв место умершего Гая Сервилия Гемина. Поскольку в последующие несколько лет умерли многие другие члены этой коллегии, Филипп стал наиболее авторитетным децемвиром. Поэтому в 174 году до н. э. именно он руководил однодневным молебствием в связи с долго не утихавшей эпидемией.

### Третья Македонская война
Когда новая война с Македонией стала уже делом решённым, но ещё не началась, Квинт Марций снова отправился на Балканы во главе посольства (172 год до н. э.). Другими легатами были преторий Авл Атилий Серран, двое Корнелиев Лентулов (Публий и Сервий) и Луций Децимий. С отрядом в тысячу воинов они переправились на Кефаллению, а здесь разделились. Филипп и Серран объехали Эпир, Этолию и Фессалию; они убеждали местные общины выступить на стороне Рима в предстоящей войне. На берегу реки Пеней послы встретились с царём Македонии Персеем. Последний рассчитывал на свои личные связи с Квинтом Марцием, гостеприимцем его отца, и тот постарался уверить его в своей дружбе. Подав Персею ложную надежду на мир, Филипп убедил его продолжить переговоры в Риме и выиграл таким образом время. По словам Ливия, «римляне тогда не подготовились еще как следует к войне, не было у них под рукой ничего — ни войска, ни полководца, тогда как Персей был полностью снаряжен и подготовлен и, если бы не ослепила его ни на чем не основанная надежда на мир, при полной своей боевой готовности легко мог бы открыть военные действия в удобное для себя и неблагоприятное для противника время».
Затем Филипп и Серран посетили Беотию (здесь им удалось развалить Беотийский союз, убедив местные города поодиночке искать защиты у Рима), Эвбею и Пелопоннес. В начале зимы они вернулись в Рим. Здесь часть сенаторов осудила их тактику в Греции как недостойную, но большинство одобрило всё сделанное. Квинта Марция опять отправили в Грецию, но теперь уже с военной миссией, дав ему под начало эскадру. Филипп взял штурмом Алопу Фтиотийскую и Ларису Кермасте, а потом в Халкиде присоединился к сгруппированным здесь военно-морским силам Рима.
Несмотря на своё долгое отсутствие в Риме перед выборами, Квинт Марций был избран консулом на 169 год до н. э. Его коллегой стал патриций Гней Сервилий Цепион. По жребию Филиппу досталось сухопутное командование в войне с Македонией, где к тому времени дела у римлян шли не слишком хорошо: консулы предыдущих лет Публий Лициний Красс и Авл Гостилий Манцин терпели поражения, в их армии получило распространение дезертирство.
Квинт Марций в самом начале своего консульского года с отрядом в 5 тысяч воинов переправился из Брундизия в Акарнания. Командиром флота был его сородич (предположительно двоюродный брат) Гай Марций Фигул. В Фессалии близ Палефарсала Филипп принял командование у Манцина и двинулся в Македонию. На пути в горах римляне наткнулись на противника. В начавшемся сражении перевес был явно на стороне македонян; Диодор Сицилийский утверждает даже, что «нужно было только кричать и подавать сигналы горна, чтобы пленить целую армию противника, зажатую среди скал и ущелий», но царь не стал вводить в бой подкрепления. Квинт Марций, хотя он был «в преклонных годах и весьма тучен, принял на себя все ратные труды». Он провёл армию через горы и спустился в долины Македонии. Персей, не ожидавший от римлян столь смелого шага, в панике приказал даже сжечь флот и утопить в море казну. Но Филипп не стал отдаляться от фессалийской границы из-за трудностей со снабжением.
В Южной Македонии Квинт Марций принял послов Ахейского союза, главным из которых был гиппарх того года Полибий. Послы предложили военную помощь против Персея, но Филипп заявил, что Риму не нужны союзники, и запретил посылать подкрепления другому римскому военачальнику, Аппию Клавдию Центону, находившемуся в тот момент в Эпире. Филипп зазимовал у фессалийской границы, а в начале 168 года до н. э. командование у него принял один из новых консулов — Луций Эмилий Павел, вскоре получивший агномен Македонский.

### Поздние годы
Несмотря на свои скромные полководческие заслуги, Квинт Марций в 164 году до н. э. был выбран цензором вместе с Луцием Эмилием Павлом Македонским. Коллеги провели ценз, в ходе которого насчитали 337 тысяч 452 граждан. В отношении сенаторов и всадников они проявили умеренность: в частности, из сената были исключены всего трое. Принцепсом в четвёртый раз стал Марк Эмилий Лепид.
Согласно Марку Туллию Цицерону, Квинт Марций во время своей цензуры установил в общественном месте статую Согласия. После 164 года до н. э. он уже не упоминается в источниках.

## Потомки
У Квинта Марция был сын того же имени, который упоминается только в связи с македонским походом отца. Его потомками были все последующие Марции Филиппы. Сын Квинта-младшего, тоже Квинт, был монетным триумвиром; внук, Луций, достиг консулата в 91 году до н. э. и известен, в первую очередь, как враг Марка Ливия Друза; правнук, ещё один Луций, был консулом в 56 году до н. э. и женился на матери Октавиана Августа. Предположительно, сыном этого Луция был монетарий, который отчеканил денарий с портретом своего предка — Квинта Марция.

## Оценки
Немецкий антиковед Ф. Мюнцер назвал Квинта Марция одним из лучших римских дипломатов для своей эпохи. При этом Филипп был посредственным полководцем. И это может подтверждаться тем фактом, что Луций Эмилий Павел вскоре после получения командования легко одержал полную победу над Персеем Македонским.